# امپراتور سوینین
امپراتور سوینین (انگلیسی: Emperor Suinin) یازدهمین امپراتور ژاپن بود.